# Puerto de red

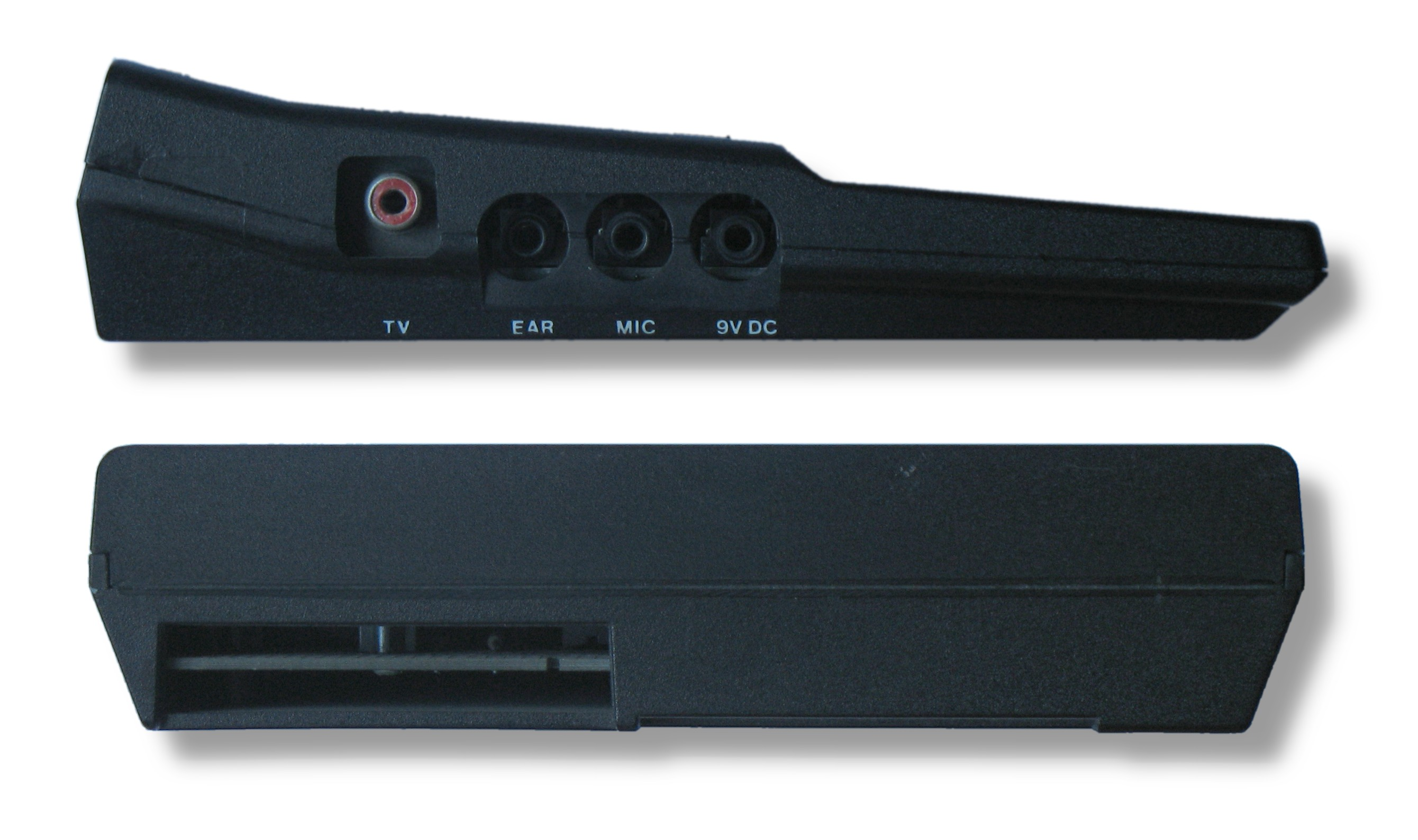
ZX81 Interfaz

En la telemática y en el ámbito de las redes informáticas, los puertos de red, o simplemente los puertos, son el instrumento utilizado para realizar la multiplexación de conexiones a nivel de transporte, es decir, para permitir que una máquina realice varias conexiones simultáneas a otras máquinas de modo que los datos contenidos en los paquetes entrantes se dirijan al proceso que los está esperando. Los puertos se identifican por un número comprendido entre 0 y 65 535.

## Modelo OSI
El modelo OSI es quien se preocupa de la administración de los puertos y los establece en el encabezado de los segmentos es la capa de transporte o capa 4, administrando así el envío y reensamblaje de cada segmento enviado a la red haciendo uso del puerto especificado. Los puertos se numeran para poder identificar la aplicación que lo usa y decidir a qué programa se entregarán los datos recibidos. Esta asignación de puertos permite a una máquina establecer simultáneamente diversas conexiones con máquinas distintas, ya que todos los segmentos que se reciben tienen la misma dirección, pero van dirigidos a puertos diferentes.
Los principales protocolos de transporte que utilizan los puertos de red son el Protocolo de Control de Transmisión (TCP) y el Protocolo de Datagramas de Usuario (UDP).

## Números de puerto
Los números de puerto se indican mediante una palabra de un procesador de 16 bits (2 bytes), por lo que existen 65536 puertos, numerados del 0 al 65535. Aunque podemos usar cualquiera de ellos para cualquier protocolo,  existe una entidad, la IANA, encargada de su asignación, la cual creó tres categorías: 
- Puertos bien conocidos: Los puertos inferiores al 1024 son puertos reservados para el sistema operativo y usados por "protocolos bien conocidos" como por ejemplo HTTP (servidor Web), POP3/SMTP (servidor de e-mail) y Telnet. Si queremos usar uno de estos puertos tendremos que arrancar el servicio que los use teniendo permisos de administrador.
- Puertos registrados: Los comprendidos entre 1024 (0400 en hexadecimal) y 49151 (BFFF en hexadecimal) son denominados "registrados" y pueden ser usados por cualquier aplicación. Existe una lista pública en la web del IANA donde se puede ver qué protocolo que usa cada uno de ellos.
- Puertos dinámicos o privados: Los comprendidos entre los números 49152 (C000 en hexadecimal) y 65535 (FFFF en hexadecimal) son denominados dinámicos o privados, normalmente se asignan en forma dinámica a las aplicaciones de clientes al iniciarse la conexión. Se usan en conexiones peer to peer (P2P).